# Monte La Nuda - Monte Tondo
Monte La Nuda - Monte Tondo este o arie protejată (arie specială de conservare — SAC, sit de importanță comunitară — SCI) din Italia întinsă pe o suprafață de 523 ha, integral pe uscat.

## Localizare
Centrul sitului Monte La Nuda - Monte Tondo este situat la coordonatele 44°16′56″N 10°13′40″E / 44.282222°N 10.227778°E.

## Înființare
Situl Monte La Nuda - Monte Tondo a fost declarat sit de importanță comunitară în iunie 1995 pentru a proteja 1 specie de plante și 8 specii de animale. Situl a fost protejat și ca arie specială de conservare în decembrie 2016.

## Biodiversitate
Situată în ecoregiunea continentală, aria protejată conține 10 habitate naturale: Pante stâncoase silicioase cu vegetație casmofită, Pajiști boreale și alpine pe substrat silicios, Izvoare petrifiante cu formare de travertin (Cratoneurion), Pajiști alpine și subalpine calcaroase, Păduri de fag Luzulo-Fagetum, Grohotișuri termofile și vest-mediteraneene, Grohotișuri silicioase de la nivelul montan până la nivelul zăpezii (Androsacetalia alpinae și Galeopsietalia ladani), Pajiști alpine și boreale, Pajiști uscate europene, Roci stâncoase cu vegetație pionieră de Sedo-Scleranthion sau Sedo albi-Veronicion dillenii.
La baza desemnării sitului se află mai multe specii protejate:
- plante (1): Primula apennina
- păsări (8): acvilă de munte (Aquila chrysaetos), vânturel roșu (Falco tinnunculus), sfrâncioc roșiatic (Lanius collurio), ciocârlie de pădure (Lullula arborea), mierlă de piatră (Monticola saxatilis), pietrar sur (Oenanthe oenanthe), Prunella collaris, mărăcinar (Saxicola rubetra)

Pe lângă speciile protejate, pe teritoriul sitului au mai fost identificate 22 de specii de plante, 1 specie de păsări, 1 specie de amfibieni, 5 specii de mamifere, 1 specie de nevertebrate.